# Sinovite
La sinovite è una malattia infiammatoria della membrana sinoviale, che può estendersi anche alle cartilagini e ai tendini (nel qual caso di parla di tenosinovite).

## Eziologia
Le cause possono essere diverse e comprendono infezioni, traumi, allergie e intossicazioni.

## Clinica

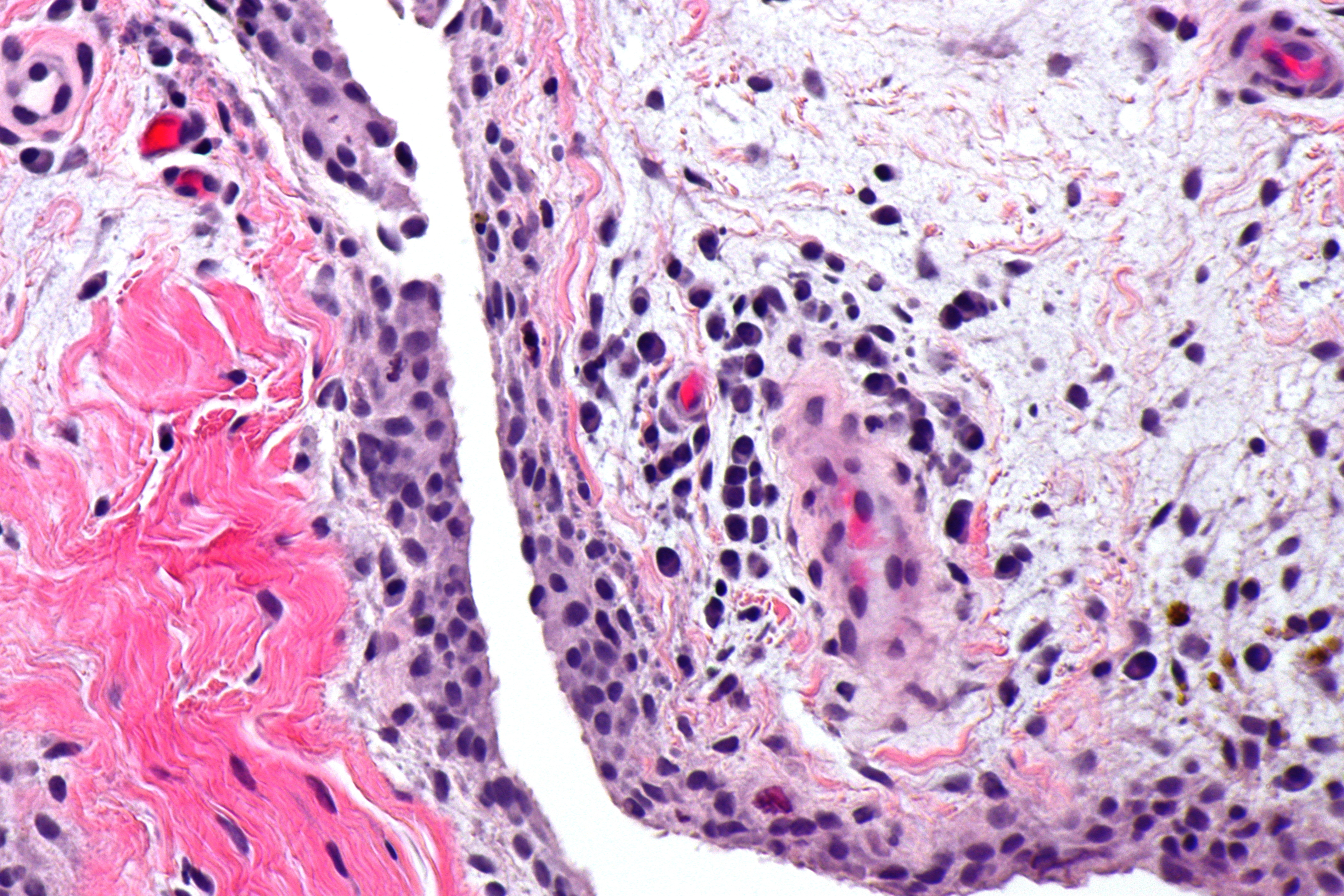
Micrografia di una sinovite cronica plasmacitica

La sinovite può essere acuta (ad esempio a seguito di un trauma) oppure cronica (ad esempio a causa di malattie croniche come proliferazioni tumorali o artrite reumatoide). In genere si presenta con una tumefazione, spesso in posizione articolare (ginocchio, anca, spalla).

## Trattamento
Degli impacchi di ghiaccio sulla zona interessata possono alleviare il dolore e portare a temporaneo sgonfiamento della zona ingrossata. Si utilizzano dei farmaci di tipo FANS, in associazione al riposo, o nei casi più gravi terapia chirurgica mediante svuotamento del liquido sinoviale nella zona, associata al trattamento con antibiotici ed antinfiammatori.